# Maria Paleóloga de Monferrato
Maria Paleóloga, (Casale Monferrato, 19 de setembro de 1508 – Casale, 15 de setembro de 1530), foi uma nobre italiana, membro dos Paleólogo, família que desde 1306 governou a Marca de Monferrato. Era a primogénita do marquês Guilherme IX de Monferrato e de Ana de Alençon.

## Biografia
Já em 1515 seu pai negociara o seu casamento com Frederico Gonzaga, herdeiro de Mântua. Em 15 de abril de 1517 o matrimónio foi efetivamente celebrado em Casale mas, dado que a noiva tinha apenas 9 anos de idade, só seria consumado quando Maria atingisse os dezasseis anos, ficando, até lá, a residir com os pais.
Em 1519, Guilherme IX morre, sucedendo-lhe o jovem Bonifácio IV de Monferrato, ainda menor, irmão mais novo de Maria, sendo a regência assegurada pela mãe. Dada a instabilidade vivida pelo conflito militar que opunha a França e o Império, o Monferrato teve que pagar elevadas somas a ambas as partes para evitar invasões e saques das tropas estrangeiras.   
Entretanto, Frederico enamorara-se de Isabella Boschetti que até lhe dera um filho natural (Alexandre) e dada as mudanças dos interesses políticos dos Gonzaga, Frederico desinteressou-se do casamento. Com a cumplicidade de sua mãe Isabella d'Este, acusou a jovem noiva da tentativa de assassinato da sua amante. O Papa Clemente VII acabou por aceder ao pedido de Frederico, decretando a anulação do casamento. .
O imperador Carlos V chega a propôr a Frederico II o casamento com sua sobrinha Júlia de Aragão, filha do rei de Nápoles, mas a súbita morte de Bonifácio IV, em 6 de junho de 1530 devido à queda dum cavalo, faz com que Frederico reacenda o seu interesse pelo casamento com Maria que se tornara herdeira do Monferrato.
Maria morre também inesperadamente em 1530 e a tão esperada união entre os Gonzaga e os Paleólogo acaba por se concretizar quando Frederico se consorcia com Margarida, irmã mais nova da sua anterior noiva.